# Stay Rad!
Stay Rad! es el octavo álbum de Teenage Bottlerocket, lanzado en 2019 por Fat Wreck Chords.
Es el primer álbum con material propio desde el fallecimiento del baterista Brandon Carlisle, que murió a fines de 2015 a causa de un paro cardio respiratorio.

## Lista de canciones
Toda la música compuesta por Teenage Bottlerocket. 
| N.º | Título                                                             | Duración |  |
| 1.  | «You Don't Get the Joke»                                           | 2:10     |  |
| 2.  | «Death Kart»                                                       | 2:37     |  |
| 3.  | «Everything to Me»                                                 | 2:57     |  |
| 4.  | «I Wanna Be a Dog»                                                 | 1:48     |  |
| 5.  | «Night of the Knuckleheads»                                        | 1:54     |  |
| 6.  | «Creature from the Black Metal Lagoon»                             | 2:44     |  |
| 7.  | «Antisocial Media»                                                 | 2:06     |  |
| 8.  | «Wild Hair (Across My Ass)»                                        | 1:57     |  |
| 9.  | «The First Time That I Did Acid Was the Last Time That I Did Acid» | 2:35     |  |
| 10. | «I Want to Kill Clint Carlin»                                      | 2:01     |  |
| 11. | «I'll Kill You Tomorrow»                                           | 2:53     |  |
| 12. | «Stupid Song»                                                      | 2:39     |  |
| 13. | «Little Kid»                                                       | 2:04     |  |
| 14. | «I Never Knew»                                                     | 2:45     |  |

## Personal

### Músicos
- Kody Templeman - Vocalista, guitarra
- Ray Carlisle - Vocalista, guitarra
- Miguel Chen - Bajo
- Darren Chewka - Batería

### Producción
- Andrew Berlin - mezcla, ingeniería, producción
- Jason Livermore - masterización
- Sergie Loobkoff - diseño
- Jamy Cabre - fotografía

- Datos: Q66729915